# 동일본 여객철도 701계 전동차
JR동일본 701계 전동차(일본어: JR東日本701系電車)는 동일본 여객철도(JR 동일본)의 교류 일반형 전동차이다.

## 0번대
동일본 여객철도가 도호쿠 지방에서 운행중에 있던 기관차가 견인하는 객차 열차를 교체하기 위해 먼저 아키타 지역에 1993년부터 투입하였다.
1M1T 또는 중간 부수차를 삽입한 1M2T 구성이다. 구동차에는 견인 전동기로서 3상 유도전동기를 4대 탑재하고 있으며 고장시에 반감하여도 2% 오르막에서 기동 가능하다. 주변압기는 2차 권선이 825V를 출력하며 사이리스터와 다이오드를 이용한 위상 제어 정류기를 통해 내압이 낮은 파워 트랜지스터를 사용하는 VVVF 제어 장치를 구동한다. 공기 압축기 및 냉방 장치는 주변압기 3차 권선에서 출력되는 단상 교류로 구동된다. 전기적 제동은 발전제동이며 옥상에 저항기가 있다. 집전 장치는 하부 교차형이다.
차체는 스테인레스 강을 사용한 2시트 공법으로 만들었다. 2단식인 일부 측면 유리창은 상단이 개폐 가능하다. 각 측면에는 1량당 3개소 반 자동문이 있으며 스텝을 갖추고 있다. 연결 통로는 폭이 1200mm이며 양쪽으로 열릴 가로 미닫이문이 있다. 운전실은 다른 편성과 연결할 경우에는 칸막이로 폐쇄할 수 있다. 좌석은 초기에는 롱시트를 채용하였다. 2량 편성은 1인 승무가 가능하다.
2량 편성 48량 과 3량 편성 39량이 있다. 일부차량은 집전 장치가 싱글암으로 교체되거나 혹은 일부 좌석은 대면식이 되었다.

## 100번대
1994년에 아키타 지역에 추가 투입되었다. 2량 편성이 10량, 3량 편성이 3량 있다. 0번대와의 차이점은 아래와 같다.
- 제어용 교류 전동 발전기를 SIV로 변경
- 후부 표지등 높이를 200mm 위로 이동
- 납 축전지를 알카리 축전지로 변경

## 1000번대
1994년에 센다이 및 모리오카 지역에 투입되었다. 100번대와의 차이점은 아래와 같다.
- 2량 편성 및 4량 편성(2M2T)이 있음
- 건축 한계가 작은 터널에 대응한 집전 장치 채용
- 고압 퓨즈 부착 가능

2010년 현재 2량 편성 76량 과 4량 편성 16량이 있다.
위의 각 차량은 정류기 및 전기적 제동을 1500번대 수준으로 개량할 계획이 진행 중에 있다.

## 1500번대
1998년부터 센다이 지역에 투입되었다. 1000번대 의 사고 복구차 2량을 포함하여 36량이 있다. 1000번대와의 차이점은 아래와 같다.
- 2량 편성만 있음
- 정류기를 IGBT 소자를 사용한 PWM 방식으로 변경
- 회생 제동을 채용함으로써 저항기 생략

## 5000번대
다자와코 선과 오우 본선의 일부를 표준궤로 확장함과 동시에 1997년에 투입되었다. 1000번대와의 차이점은 아래와 같다.
- 표준궤 전용
- 2량 편성만 있음(총 20량)
- 출입문 스텝 폐지
- 바닥 높이 1130mm를 1180mm로 변경, 차체 경량화
- 집전 장치는 싱글암을 채용
- 개폐 가능한 측면 유리창은 1단 하강식
- 일부 좌석은 대면식이 되었음
- 냉방 장치는 인버터 제어형

## 5500번대
오우 본선 남부(소위 야마가타 선)의 표준궤 구간이 신조역까지 연장됨과 동시에 1999년에 투입되었다. 1000번대와의 차이점은 아래와 같다.
- 표준궤 전용
- 2량 편성만 있음(총 18량)
- 출입문 스텝 폐지
- 바닥 높이 1130mm를 1180mm로 변경, 차체 경량화
- 집전 장치는 부품을 공통화 하기 위해 719계 5000번대와 같은 능형
- 화장실은 이설되어 휠체어 대응형이 되었음
- 냉방 장치는 인버터 제어형
- 정류기를 IGBT 소자를 사용한 PWM 방식으로 변경
- 회생 제동을 채용함으로써 저항기 생략
- 대차에 모래 뿌리기 장치가 있음

## 이와테 은하 철도 보유 차량
IGR 이와테 은하 철도 이와테 은하 철도선은 2량 편성 총 14량을 보유한다. 내역은 동일본 여객철도로부터 양도 받은 1000번대(8량) 및 신규 구입 차량(6량, 1500번대 와 형태 같음)이다.

## 아오이모리 철도 보유 차량
아오이모리 철도는 2량 편성 총 18량을 보유한다. 내역은 동일본 여객철도 에서부터 양도받은 1000번대(16량) 및 신규 구입 차량(2량, 1500번대와 형태 같음)이다.

## 같이 보기
- 동일본 여객철도 E127계 전동차

## 참고 문헌
- 철도 픽토리얼 582, 612, 644, 660 및 692호(철도도서간행회, 일본)
- JR 전차 편성표 2007년 겨울호(JRR, 일본)